# Love, needing
Love,needing – dziewiętnasty singel japońskiej piosenkarki Mai Kuraki, wydany 26 stycznia 2005 roku. Osiągnął 5 pozycję w rankingu Oricon i pozostał na liście przez 9 tygodni, sprzedał się w nakładzie 69 067 egzemplarzy. Singel zdobył status złotej płyty.

## Lista utworów
| Nr | Tytuł                                                                       | Słowa      | Kompozycja       | Aranżacja        | Czas |
| -- | --------------------------------------------------------------------------- | ---------- | ---------------- | ---------------- | ---- |
| 1. | "Love,needing"                                                              | Mai Kuraki | Aika Ōno         | Hiroshi Asai     | 3:18 |
| 2. | "Moon serenade,Moonlight"                                                   | Mai Kuraki | Akihito Tokunaga | Akihito Tokunaga | 4:29 |
| 3. | "Ashita e kakeru hashi ~ballad ver.~" (jap. 明日へ架ける橋 〜ballad ver.〜) | Mai Kuraki | Akihito Tokunaga | Akihito Tokunaga | 3:51 |

## Notowania
| Lista                       | Pozycja |
| --------------------------- | ------- |
| Oricon Daily Singles Chart  | 3       |
| Oricon Weekly Singles Chart | 5       |